# Prorachias
Prorachias là một chi nhện trong họ Nemesiidae.
Prorachias được miêu tả năm 1924 bởi Mello-Leitão.

## Soort
Prorachias có các loài sau:
- Prorachias bristowei Mello-Leitão, 1924